# Wetarhoningeter
De wetarhoningeter (Lichmera notabilis) is een zangvogel uit de familie Meliphagidae (honingeters).

## Verspreiding en leefgebied
Deze soort is endemisch op het eiland Wetar (Kleine Soenda-eilanden).